# Aurel Stroe
Aurel Stroe (* 5. Mai 1932 in Bukarest; † 3. Oktober 2008 in Mannheim) war ein rumänischer Komponist und Musikpädagoge.

## Leben
Aurel Stroe studierte an der Musikhochschule Bukarest Komposition und Musikwissenschaft. Zwischen 1966 und 1969 nahm er an den Darmstädter Ferienkursen teil. 1968 studierte er in den USA Computer-Komposition und elektro-akustische Musik. Er unterrichtete bis 1975 an der Bukarester Musikhochschule Instrumentenkunde sowie Orchestration und leitete danach bis 1985 eine Kompositionsklasse.
Von 1972 bis 1973 hielt er sich auf Einladung des Deutschen Akademischen Austauschdienstes in Berlin auf. Von einer Einladung an die University of Illinois 1985 kehrte er nicht nach Rumänien zurück, sondern ließ sich in Mannheim nieder. Mit seiner Frau Angelika Kohli gründete er 1988 an der Freien Hochschule für anthroposophische Pädagogik einen Zyklus von Symposien für neue Musik.
1992 gründete Stroe jährliche Sommerkurse für Komponisten in den Karpaten, seit 1993 war er Professor für Komposition an der Musikhochschule Bukarest. Zu seinen Schülern zählen unter anderem Liana Alexandra, Maia Ciobanu, Horia Rațiu, Şerban Nichifor, Gabriel Vladescu, Carmen Stoianov, Petru Stoianov, Adrian Borza, George Draga, Smaranda Oțeanu-Bunea, Fred Popovici und Violeta Dinescu.
Stroe wurde unter anderem mit dem Herder-Preis und dem Großen Preis des Komponistenverbandes Bukarest ausgezeichnet.

## Werke
- Miniaturen für Klavier, 1947
- Lieder für Sopran und Klavier nach Versen von Tudor Arghezi, 1948–49
- Konzert für Streichinstrumente, 1951, 1956
- Allegro barbaro für Klavier, 1952
- 1. Klaviersonate, 1955
- Zwei Lieder auf Verse von Mihai Eminescu, 1955
- Das Antlitz des Friedens, Kantate auf Verse von Paul Éluard, 1959
- Monumentum I für ein kleines Orchester und Männerchor, 1960–61
- Arcades für großes Orchester und drei Ondes Martenot. 1962–63
- Armonia für Holz- und Blechbläser, 1963
- Musique de concert für Klavier solo, Blechbläser und Schlagzeug, 1963–65
- Only trough time, time is concord für Bariton, vier Bässe, Orgel und Schlagzeuginstrumente auf Verse von T. S. Eliot, 1966
- Laudes I für 28 Streicher, 1966
- Zwei Epitaphe auf Verse von Ion Caraion, 1966
- Canto I für großes Orchester, 1967
- Laudes II für großes Orchester und zwei Ondes Martenot, 1966–68
- Der Nobelpreis wird nicht verliehen, Oper, Libretto von Paul Sterian, 1969
- Rever, c’est desangrener le temps superposes für Klarinette, Violoncello und Cembalo, 1970
- Canto II für zwölf Instrumentengruppen und zwei Ondes martenot, 1967
- Rituelle Handlung ohne Gegenstand, Workshop für die Oper „Der Nobelpreis wird nicht verliehen“, 1970
- Streichquartett, 1972
- Aristophanes. La Paix, Oper, Libretto von A. Stroe und Paul Sterian, 1972–73
- Konzert für Klarinette und Orchester, 1974–75
- Die Coephoren – die Totenspende, Oper, 2. Teil der Trilogie der geschlossenen Stadt (eine neue Orestie), 1974–77
- Klavierstück, 1977
- Zwei Pastoralen für Orgel und Cembalo, 1978
- Pe drumul către focurile cerești (Auf dem Weg zu Höhenfeuern) für Bratsche, 1979
- Die Töchter der Sonne, Stück für Gitarre, 1979, 1992
- Agamemnon – Mord in der geschlossenen Stadt, Oper, 1. Teil der Trilogie der geschlossenen Stadt (eine neue Orestie), 1979–81
- Monumentum II für Stimme, Kontrabass, Schlagzeuginstrumente, 1982
- Blechbläser Quintett, 1982
- 2. Klaviersonate, 1984
- Anamorphoses canoniques für Flöte (Pikkolo, Bass und Flöte mit Zug), B-Klarinette, Clavichord, Posaune, Violoncello und Tonband, 1984
- Quintandres für Bläser, 1984
- Nocturne für Stimme, Klarinette, Schlagzeuginstrumente und Harfe, Text von Antonin Artau, 1984
- Die Eumeniden – eine offene Stadt, Oper, 3. Teil der Trilogie der geschlossenen Stadt (eine neue Orestie), 1985
- Sonate für Saxofon und Schlagzeuginstrumente, 1986
- J. S. Bach – Sound Introspection, eine paradoxale Orchestrierung der vierzehn Kanons über die Fundamentalnoten der Goldbergvariationen, 1986–87
- Vier Morgensternlieder für Gesang, Saxophon und Schlagzeug, 1987
- Das Weltkonzil Oper nach einem Libretto von Vladimir Soloviov, 1988
- Saxtuor mit Kientzy, 1989
- Spiralen, Ludus funebris Johannii Coltrane in memoriam für Frauenstimme, zwei Klavieren, Bassetthorn in F, Synthesizer und Violoncello, 1989
- Der Garten der Strukturen für Schlagzeuginstrumente, 1989
- Das Einsame, das Kind, Dramatisches Zwischenspiel nach Marina Zwetajewa für fünf Musiker, 1989
- Alpha für vier Saxophone, 1989
- Capricci et Ragas, Konzert für Geige und Solistenensemble, 1990
- 3. Klaviersonate, 1991
- Chorales et comptines für kleinen Kammerchor, vier Posaunen und Saxophon solo, 1992
- Prairie, Prières für Saxophon und großes Orchester, 1992–93
- Mozart Sound Introspection, Streichtrio, 1994
- Ciaccona con alcune licenze für großes Orchester, 1995
- Mandala mit einem Crucifixus von Antonio Lotti für Kammerchor und großes Orchester, 1997
- Humoreska für Oboe, Klarinette, Klavier, Geige, Violoncello, Schlaginstrumente, 1997
- Préludes lyriques für Ensemble, 1997–98
- Konzert für Akkordeon und Ensemble, 2001
- Carillons et echos für Orchester, 2002
- Accords et comptines für Orchester, 2003
- Fantasia quasi una sonata für Violoncello, Klavier, Orgel, 2005
- Polifonien, Heterophonien für drei Klarinetten und Bratsche, 2006